# Yellow Grass (Saskatchewan)
Yellow Grass é uma localidade no sul da província de Saskatchewan no Canadá. Localiza-se a 30 km a noroeste de Weyburn, na junção das auto-estradas provinciais. A cidade está localizada a uma altitude de 572 metros acima do nível do mar.
A cidade foi fundada como uma vila não incorporada e nomeada por causa da grama amarela da pradaria que cerca a área. O local da cidade foi examinado em 1882. A cidade se aplicou ao governo dos Territórios do Noroeste e em 22 de julho de 1903 e transformou-se em uma vila incorporada. Em 15 de fevereiro de 1906 Yellow Grass foi incorporada como uma cidade.
A cidade tem uma economia principalmente baseada na agricultura. Como outras comunidades rurais de Saskatchewan a cidade viu que uma parcela grande de residentes costumavam sair para encontrar trabalho em outras partes de Canadá. Yellow Grass tem crescido pouco desde os anos do boom econômico do início do século XX. Muitas famílias residentes são descendentes dos pioneiros originais.

## Clima e geografia
| Gráfico climático para Yellow Grass      | Gráfico climático para Yellow Grass | Gráfico climático para Yellow Grass | Gráfico climático para Yellow Grass | Gráfico climático para Yellow Grass | Gráfico climático para Yellow Grass | Gráfico climático para Yellow Grass | Gráfico climático para Yellow Grass | Gráfico climático para Yellow Grass | Gráfico climático para Yellow Grass | Gráfico climático para Yellow Grass | Gráfico climático para Yellow Grass |
| ---------------------------------------- | ----------------------------------- | ----------------------------------- | ----------------------------------- | ----------------------------------- | ----------------------------------- | ----------------------------------- | ----------------------------------- | ----------------------------------- | ----------------------------------- | ----------------------------------- | ----------------------------------- |
| J                                        | F                                   | M                                   | A                                   | M                                   | J                                   | J                                   | A                                   | S                                   | O                                   | N                                   | D                                   |
| 22 -9 -20                                | 16 -5 -16                           | 24 1 -10                            | 27 12 -2                            | 55 19 4                             | 81 23 9                             | 65 27 12                            | 42 27 10                            | 37 20 5                             | 25 12 -2                            | 17 1 -10                            | 21 -6 -17                           |
| Temperaturas em °C • Precipitações em mm |                                     |                                     |                                     |                                     |                                     |                                     |                                     |                                     |                                     |                                     |                                     |

Yellow Grass está em uma região do Canadá conhecida como as grandes planícies, e situada bem nas pradarias canadenses. A área é geralmente plana, mas fornece terra adequada para a agricultura em grande escala. Alguns pequenos lagos intermitentes povoam a área circundante. Estes lagos se formam como resultado do escoamento da primavera quando a neve derrete, e variam em tamanho, dependendo da precipitação anual. Em anos quentes e secos, alguns lagos podem desaparecer completamente, já que nenhum córrego ou rio desaguam nos lagos.
O clima é geralmente seco, entretanto, Yellow Grass recebe bastante precipitação na metade mais quente do ano para que o clima seja classificado como continental úmido. O inverno normalmente resulta em temperaturas muito frias que atingem de -20 a -30 graus Celsius, enquanto o verão produz temperaturas relativamente quentes e secas. Em média, a temperatura excede os 35°C. Uma das maiores temperaturas registradas na história do Canadá foi registrada em Yellow Grass em 5 de julho de 1937, quando a temperatura atingiu os 45°C. Yellow Grass compartilha este registro com Midale que também atingiu esta mesma temperatura no mesmo dia. A temperatura média para julho é de 19.1°C, em janeiro é -14.2°C. As temperaturas extremas registradas (altas e baixas) em Yellow Grass foram de 45°C em julho de 1937 e  -45.6°C em janeiro 1916.